# 菊地由美
菊地 由美（きくち ゆみ、3月15日 - ）は、日本の俳優、声優、ラジオパーソナリティー、MC。埼玉県出身（ニューヨーク生まれ）。身長：160cm B：82 W：56 H：85 足のサイズ：23.5cm。

## 人物
生まれはニューヨーク州ブルックリン。幼稚園教諭を経て芸能界へ。初めての仕事でラジオの生放送番組DJに抜擢される。
ゲーム「メタルギアソリッドシリーズ」の監督である小島秀夫とは長年の付き合いがあり、小島とパーソナリティを務める『小島秀夫のヒデラジ。』のヒデオナビゲーター001である。また、同シリーズ作品においても、『メタルギアソリッド3』ではポスター、『メタルギアソリッド4』ではレイジング・レイヴン役とそのモデル、『メタルギアソリッド ピースウォーカー』ではDr.ストレンジラブ役や「声優」というスキルを持った兵士としても登場など、多数出演している。
同じ声優の杉田智和、井上喜久子、水野愛日、真田アサミ、小島幸子らなどと仲が良い。井上と「ツーハンプリンセス」というユニットを結成していた。
プライベートでは動物の福祉にも力を入れ、保護した猫や犬と暮らしている。愛玩動物飼養管理士1級の資格も持つ。公式ブログや公式Twitterで毛皮反対、動物実験反対を表明。
一般社団法人FreePetsのメンバー。 創立メンバーに坂本龍一ら。女優の浅田美代子、作家の渡辺眞子らと「いのちの教室」という人と動物が共に暮らせる社会を目指すための活動を全国で行っている。菊地は主に総合司会を務めている。

## 主な出演作品

### 映画
- 劇場版 スカイハイ - 上伊那秀芳 役
- ゴジラ FINAL WARS - 地球防衛軍ミュータント部隊 役
- LONGINUS - 少佐 役

### テレビアニメ
2001年
- こみっくパーティー（星野美穂）
- まほろまてぃっく（2001年 - 2009年、佐倉深雪）- 2シリーズ + 特別編2作品

2002年
- プラトニックチェーン（ニュースキャスター）

2004年
- この醜くも美しい世界（紅林浴香）

2016年
- SUSHI POLICE（サラ）

2018年
- ねこねこ日本史（犬江親兵衛、ヤマトヒメ）

### OVA
- リフレインブルー（森沢奈緒）

### ゲーム
- キャッスルヴァニア ロード オブ シャドウ（ローラ）
- こみっくパーティー（星野美穂）
- まほろまてぃっく 萌っと≠きらきらメイドさん。（佐倉深雪）
- METAL GEAR SOLID 3（2004年・2005年、コナミ）- ポスター
- METAL GEAR SOLID 4 （レイジング・レイヴン）（メイ・リン）その他※モーションキャプチャ
- METAL GEAR SOLID PEACE WALKER（ストレンジラブ）その他※NetVOCALOID
- 解放少女 SIN（安之雲ハル）
- METAL GEAR SOLID V THE PHANTOM PAIN (ストレンジラブ）

### 実写
- NHKおかあさんといっしょ　ぐ〜チョコランタンのへんてこ王子役。ズズ役（代役）

### ラジオ
- POP UP SUNDAY（エフエム富士）2002年
- J-HITS POWER STATION 火曜日（エフエム富士）- 2003年9月
- RADICAL LEAGUE 月曜日RADIO JUNCTION（エフエム富士）2003年10月 - 2006年3月
- 夢さめ戦隊 また西へ（with 成田紗矢香、竹田知世、白倉由美）（ラジオ関西）
- 夢さめ戦隊 まだ、西へ 秘密結社くらげ会 （with 成田紗矢香、千葉千恵巳、桂川千絵）（ラジオ関西）
- 物語創作講座 どらまツクール（with どらま一郎（大塚英志）、成田紗矢香、吉本桂子）（毎日放送/アール・エフ・ラジオ日本）
- アリスの憂鬱 （with 成田紗矢香、桂川千絵（+ 千葉千恵巳、小島幸子）（ラジオ関西）
- ヴァニラの秘密 （with 桂川千絵、成田紗矢香、真田アサミ、那須野雅美）（ラジオ関西）
- ウィッシュテイル （with 成田紗矢香、真田アサミ、ナスカ（那須野雅美））（ラジオ関西）
- サブカルチャー倶楽部 （with 大塚英志）（ラジオ関西）
- サブカルチャー倶楽部 2 （with 大塚英志、大塚ギチ、八巻千紘）（ラジオ関西）
- サブカルチャー倶楽部 3 （with 大塚英志）（ラジオ関西）
- HIDECHAN! ラジオ （with 小島秀夫、戸島壮太郎）コナミ・HIDEOBLOG 2005年
- HIDEOCHANNEL RADIO （with 小島秀夫、戸島壮太郎）コナミ・HIDEOBLOG 2009年
- カズヒラ・ミラーの「カズラジ。」（with 杉田智和、第3回以降レギュラー出演）
- 今夜もオトパラ!（ニッポン放送）※「菊地由美の映画のオススメ」 - 2017年10月 - 2018年3月
- 土屋礼央 レオなるど（ニッポン放送）※「菊地由美 映画のオススメなるど」 - 2018年7月5日 - 2019年3月28日
- DAYS（ニッポン放送）※「菊地由美の週末コレシネマ」 - 2019年4月4日 - 2020年3月26日、8月6、20日
- 辛坊治郎 ズーム そこまで言うか!〜激論Rock&Go!〜、特番枠の生放送番組（ニッポン放送） ※「菊地由美の週末コレシネマ」 - 2020年4月4日 - 7月4日、7月9、31日
- ナイツ ザ・ラジオショー（ニッポン放送） ※「ザ・どうぶつショー」 - 2020年9月10日 -

### CDドラマ
- ミルナの禁忌 サウンド・ストーリー（犀等シスカ）
- インターネットパイロットドラマ・2.5大作戦(今すぐ・コール)
- 辣韮の皮―萌えろ!杜の宮高校漫（萩野月子）
- SDATCHER（リサ・ニールセン）

### 舞台
- タイプス 夢の海賊
- タイプス KNOCKIN' ON HEAVEN'S DOOR
- タイプス バンク・バン・レッスン
- タイプス「ジプシー　千の切り株の上の物語り」
- タイプス「シェイクスピア　マクベス」
- 劇団チェンジアップ 第1回、第2回公演共に出演。(元ニッポン放送アナウンサー　松本秀夫主催)

### その他
- はじめよう英会話　スティーブ・ソレイシィの新スタンダード40　（スキットの主人公として出演）（NHK）
- あっぷ my girl 2000
- wyolica / Mercy Me〜いつか光を抱けるように〜　pv
- みんなの手話　谷千春・井崎哲也と共にレギュラー出演
- 東京プリン　東京銘歌ー三件茶屋の女に出てくる主人公役
- 水谷豊　大丈夫だよ／シルエットの水谷豊の相手役

## 歌手活動
- おいしいツーハン生活(井上喜久子と組んだTWO-HAN PRINCESS)
- いのりの唄(同上)
- こころここ
- とりおまてぃっく（菊地由美・水野愛日・真田アサミ）
- iblis
- elfソングファイル集